# Pianeta Venere
Pour plus de détails, voir Fiche technique et Distribution.
Pianeta Venere est un film dramatique italien réalisé par Elda Tattoli et sorti en 1972.

## Synopsis
Matteo est un intellectuel communiste, fils d'un riche bourgeois, qui s'est retrouvé aveugle d'un œil après la guerre. Un jour, dans les rues de Rome, il rencontre Amelia, une petite fille étouffée par le milieu bourgeois dans lequel elle grandit. Tous deux se retrouvent après des années et entament une relation amoureuse qu'il veut garder clandestine pour ne pas nuire à sa réputation. Pour lui prouver son amour, elle ira jusqu'à se faire opérer pour lui donner un de ses yeux, mais cela ne suffira pas à guérir leur relation.

## Fiche technique
- Titre italien original : Pianeta Venere[1] (litt. « Planète Vénus »)
- Réalisateur : Elda Tattoli
- Scénario : Elda Tattoli, Marco Bellochio
- Photographie : Dario Di Palma, Blasco Giurato
- Montage : Elda Tattoli, Mario Morra
- Musique : Stelvio Cipriani
- Décors : Luigi Scaccianoce (it)
- Effets spéciaux : Renata Marinelli
- Costumes : Gabriele Mayer
- Société de production : Ultra Film
- Pays de production :  Italie
- Langue originale : italien
- Format : Couleurs par Eastmancolor - Son mono - 35 mm
- Durée : 90 minutes
- Genre : Drame
- Dates de sortie :
  - Italie : 28 août 1972 (Mostra de Venise 1972)

## Distribution
- Bedy Moratti : Amelia
- Mario Piave : Matteo
- Lilla Brignone : Mère d'Amelia
- Francisco Rabal : Cesare
- Marina Berti
- Duilio Del Prete
- Pierre Cressoy
- Franca Dominici
- Bianca Verdirosi
- Luigi Casellato

## Accueil
Recettes constatées au 31 décembre 1980 à hauteur de 9 631 000 lires.